# Горенштейн Марк Борисович
Марк Борисович Горенштейн (нар.. 16 вересня 1946, Одеса, Українська РСР) — радянський і російський диригент.
Народний артист Росії (2002), художній керівник і головний диригент Державного академічного симфонічного оркестру Росії імені Євгена Свєтланова (2002—2011).

## Походження та навчання
Марк Горенштейн народився в Одесі, де почав вчитися грі на скрипці в музичній школі Петра Столярського. Навчався по класу скрипки в Кишинівському музичному училищі імені Штефана Нягі в Олексія Інокентійовича Амвросова, потім в Кишинівському інституті мистецтв імені Гавриїла Музическу.

## Початок творчості
Згодом він став лауреатом Молдавського республіканського конкурсу і Всесоюзного конкурсу диригентів. Працював Марк Горенштейн у Молдовському державному джаз-оркестрі «Букурія» під керуванням Шико Аранова, потім у філармонійному оркестрі під керуванням Тимофія Гуртового та в оркестрі Молдавського державного театру опери та балету.

## Московський період
На початку 1980-х років Марк Горенштейн переїхав до Москви — грав в оркестрі Великого театру, потім в Державному оркестрі СРСР під керуванням Євгена Свєтланова.
У 1984 році він закінчив диригентське відділення Новосибірської консерваторії по класу Арнольда Каца.

## Творчість за кордоном
З 1985 року — диригент Симфонічного оркестру Угорських залізниць (MÁV Szimfonikus Zenekar), а у 1989—1993 роках — оркестру південнокорейського міста Пусана, потім створеного ним в 1993 році оркестру «Молода Росія».

## Повернення до Москви
З 1 липня 2002 року по 28 вересня 2011 року Марк Горенштейн художній керівник і головний диригент Державного академічного симфонічного оркестру Росії (з 2006 року — імені Е. Ф. Свєтланова). За цей час оркестр під управлінням М. Горенштейна брав участь у фестивалях «Родіон Щедрін: Автопортрет», «Моцартіана», «Музичне приношення», концертах «1000 міст світу» і в літній резиденції Папи Римського у Ватикані. Перебування М. Горенштейна на цій посаді було також відзначено конфліктами з колективом оркестру. Оцінки діяльності диригента і пов'язаних з нею скандалів носять суперечливий характер: різкі критичні відгуки сусідять з позитивними.
З 1994 року Горенштейна були здійснені близько чотирьох десятків записів творів Дмитра Шостаковича, Петра Чайковського, М. П. Мусоргського, І. Брамса, Бетховена, Сергія Рахманінова, Ф. Ліста, Ж. Бізе, Родіона Щедріна, Альфреда Шнітке, А. К. Глазунова, Т. Н. Хреннікова, А. Н. Скрябіна, Ріхарда Штрауса, Дж. Гершвіна, Антона Брукнера, Михайла Глінки, Сергія Прокоф'єва, Моцарта, Густава Малера, С. І. Танєєва, Владислава Казенін, А. П. Бородіна. Компакт-диск з сюїтами з «Лускунчика» та «Лебединого озера» П. І. Чайковського у виконанні Симфонічного оркестру Угорських залізниць був виданий фірмою  Hungaroton  в 1988 році. Альбом Сьюзен Чані «Dream Suite» (1994) в супроводі оркестру «Молода Росія» під керуванням Марка Горенштейна був номінований на музичну премію «Греммі» (1996).
Після відходу з Держоркестру диригентська активність Горенштейна знизилася. Він виступає, зокрема, з Новосибірським симфонічним оркестром.

## Родина
- Сини — Євген (випускник Московської консерваторії по класу скрипки) і Роман[13].
- Брат — театральний художник Олександр Борисович Горенштейн (нар. 1952)[14]. Племінник — актор Філіп Олександрович Горенштейн (нар. 1990).
- Дядько — актор Еммануїл Гедеонович Віторган[15][16].